# Exército dos Estados Confederados

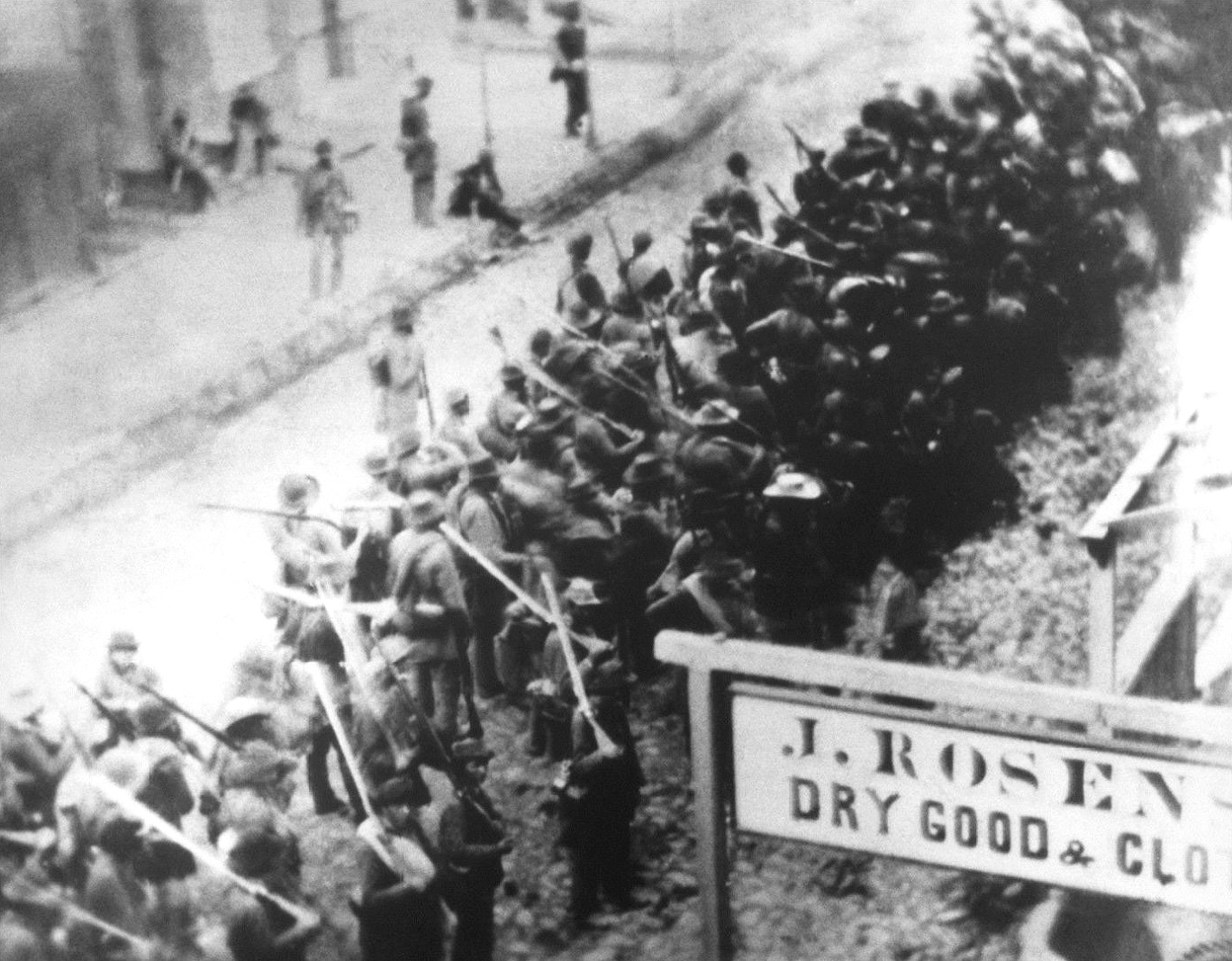
Soldados confederados marchando em Frederick, Maryland, em 1864.

O Exército dos Estados Confederados ou Exército Confederado (Army of the Confederate States of America —ACSA—, em inglês) foi organizado em 6 de março de 1861 para defender os recém-criados Estados Confederados da América das ações militares do governo dos Estados Unidos durante a Guerra Civil Americana e preservar a escravidão no país.
Um número preciso do total de homens que serviram no exército confederado não é possível de ser determinado pois a maioria dos papéis de governo confederados foram destruídos e dados da época estão incompletos; estima-se que ao menos 750 000 ou até 1 000 000 de homens tenham servido no exército sulista (o total de soldados do Exército da União era pelo menos o dobro disso). Esse número não inclui os que serviam na Marinha dos Estados Confederados. Este número também não inclui escravos que foram alistados a força para exercer diversas tarefas para o exército, principalmente na área de infraestrutura, ajudando a construir fortificações, cavando trincheiras, cuidando dos vagões de suprimentos e outros trabalhos braçais. Ao contrário da União, o Sul não aceitou negros em suas fileiras até perto do fim da guerra, porém não se sabe se algum escravo se alistou, como era perto do final do conflito e a vitória do Norte era certa, com o governo dos Estados Unidos já tendo emancipado todos os escravos sulistas.
Embora a maioria dos soldados que tenham serviço na guerra civil tenham sido voluntários, a partir de 1862 ambos os lados recorreram a conscrição para preencher suas fileiras. Na ausência de estatísticas oficiais, estima-se que o total de soldados conscritos tenha sido em torno de 12% do total de homens que serviram no exército confederado (o dobro do que do Norte).
Não se sabe quantos homens exatamente foram mortos ou feridos durante a guerra servindo a Confederação. As melhores estimativas colocam o mínimo de 94 000 soldados confederados mortos em combate, 164 000 mortos devido a doenças e 26 000 a 31 000 mortes em campos de prisioneiros da União. Ao menos 194 026 homens foram feridos em batalha. Somente em 1865, cerca de 100 000 soldados confederados desertaram, embora alguns historiadores achem que este número pode ser o dobro. Após a rendição do general Robert E. Lee  em Appomattox e a queda de Richmond, ambos em abril de 1865, o exército confederado deixou de existir como um exército prático. O exército foi dispensado formalmente pelas autoridades federais em maio de 1865.

## Exércitos confederados
Tal como o Exército da União, o exército confederado dividia-se em diversas forças independentes entre si. Somavam no total entre 500 mil e dois milhões de homens, incluindo o pessoal não militar e reservas.
Os principais eram:
- Exército da Virgínia do Norte (ou do Vale), actuou entre 1861 e 1865.
- Exército do Mississippi (também chamado de Vicksburg), actuou entre 1862 e 1863, quando rendeu-se às tropas da União sob Ulysses Grant com o fim do Cerco a Vicksburg.
- Exército do Tennessee (o do Tennessee Central ou do Oeste), actuou entre 1862 e 1865.

Os menores eram os de:
- Kanawha (1861).
- Kentucky Central (1861-62).
- Missouri (1864).
- Novo México (1861-62).
- Kentucky (1862).
- Tennessee Ocidental (1862-63).
- Tennessee Meridional (1863-65).
- Noroeste (1861-62).
- Península (1861-62).
- Potomac (1862).
- Shenandoah (1861).
- Transmississippi (1865).
- Oeste (1862).
- Luisiana Ocidental (1865).